# Батт, Рехан
Рехан Батт (урду ریحان بٹ‎, англ. Rehan Butt, 6 июля 1980, Лахор, Пакистан) — пакистанский хоккеист (хоккей на траве), нападающий. Участник летних Олимпийских игр 2004, 2008 и 2012 годов, чемпион летних Азиатских игр 2010 года, бронзовый призёр летних Азиатских игр 2006 года.

## Биография
Рехан Батт родился 6 июля 1980 года в пакистанском городе Лахор.
Играл в хоккей на траве за «Нобл» и ВАПДА из Лахора.
В 2004 году вошёл в состав сборной Пакистана по хоккею на траве на летних Олимпийских играх в Афинах, занявшей 5-е место. Играл на позиции нападающего, провёл 7 матчей, забил 4 мяча (два в ворота сборной Великобритании, по одному — Германии и Южной Корее).
В 2008 году вошёл в состав сборной Пакистана по хоккею на траве на летних Олимпийских играх в Пекине, занявшей 8-е место. Играл на позиции нападающего, провёл 6 матчей, забил 1 мяч в ворота сборной Новой Зеландии.
В 2012 году вошёл в состав сборной Пакистана по хоккею на траве на летних Олимпийских играх в Лондоне, занявшей 7-е место. Играл на позиции нападающего, провёл 6 матчей, забил 1 мяч в ворота сборной Испании.
В 2010 году завоевал золотую медаль летних Азиатских игр в Гуанчжоу, в 2006 году — бронзовую награду летних Азиатских игр в Дохе.
Трижды был бронзовым призёром Трофея чемпионов — в 2002, 2003 и 2004 годах.
В 2006 году выиграл серебряную медаль хоккейного турнира Игр Содружества в Мельбурне.

## Семья
Младший брат Рехана Батта Имран Батт (род. 1988) также выступал за сборную Пакистана по хоккею на траве, в 2012 году входил в её состав на летних Олимпийских играх в Лондоне.